# Iţsā
Iţsā är en ort i Egypten.   Den ligger i guvernementet Faijum, i den centrala delen av landet, 100 km söder om huvudstaden Kairo. Iţsā ligger 20 meter över havet och antalet invånare är 45 269.
Terrängen runt Iţsā är platt. Runt Iţsā är det tätbefolkat, med 550 invånare per kvadratkilometer. Närmaste större samhälle är Faijum, 9,5 km nordost om Iţsā. Trakten runt Iţsā består till största delen av jordbruksmark.